# منشأة عاصم (بني سويف)
قرية منشأة عاصم هي إحدى القرى التابعة لمركز بنى سويف في محافظة بني سويف في جمهورية مصر العربية. حسب إحصاءات سنة 2006، بلغ إجمالي السكان في منشأة عاصم 8772 نسمة، منهم 4522 رجل و4250 امرأة.